# M.Nagenahalli, Gauribidanur
M.Nagenahalli là một làng thuộc tehsil Gauribidanur, huyện Chikkaballapur, bang Karnataka, Ấn Độ.